# Med Hondo
Med Hondo, celým jménem Abib Mohamed Medoun Hondo (4. května 1935 Atar – 2. března 2019 Paříž), byl francouzský režisér, scenárista a herec mauritánského původu, jeden z průkopníků africké kinematografie.
Narodil se na severu bývalé mauritánské kolonie senegalskému otci a maurské matce. Od roku 1959 žil ve Francii, kde pracoval jako kuchař, číšník a přístavní dělník. Při práci studoval herectví u Françoise Rosayové a založil divadelní soubor Griotshango.
V roce 1967 natočil Hondo podle vlastního scénáře svůj první celovečerní film Ó slunce. Syrová výpověď o diskriminaci afrických přistěhovalců je v něm podána s ironickým humorem, přičemž režisér využívá formální postupy francouzské nové vlny i ohlasy africké lidové slovesnosti. Film získal cenu Zlatý leopard na Mezinárodním filmovém festivalu v Locarnu a vzbudil ohlas na Týdnu kritiků canneského festivalu. Problematika rasismu a sociální nespravedlnosti se objevuje také v dalším Hondově filmu Les Bicots-negres vos voisins z roku 1974. Med Hondo je také autorem novátorského filmového muzikálu Západní Indie (1979). Film Sarraounia, africká královna (1986) je adaptací historického románu Abdoulaye Mamaniho o boji Hausů proti koloniální nadvládě a získal hlavní cenu na festivalu FESPACO v Ouagadougou. Politický thriller Černé světlo (1994) vznikl podle předlohy Didiera Daeninckxe, společenskokritický námět má také film Watani z roku 1998.
Jean-Luc Godard ho obsadil jako herce do filmu Mužský rod, ženský rod a John Huston do filmu A Walk with Love and Death. Ve filmu Kena McMullena 1871 hrál Hondo Karla Marxe. Účinkoval také v televizních seriálech Jo Gaillard a Komisař Moulin. Vynikl převážně jako dabér, do francouzštiny namluvil Eddie Murphyho ve filmech Policajt v Beverly Hills, Zamilovaný profesor a Shrek, Bena Kingsleyho ve filmu Gándhí, Morgana Freemana ve filmu Sedm a Danny Glovera ve Smrtonosné zbrani. Své hlasové herectví uplatnil také v animovaných filmech Asterix a Vikingové a Funky Cops.